# Strażnica WOP Myślibórz Wielki

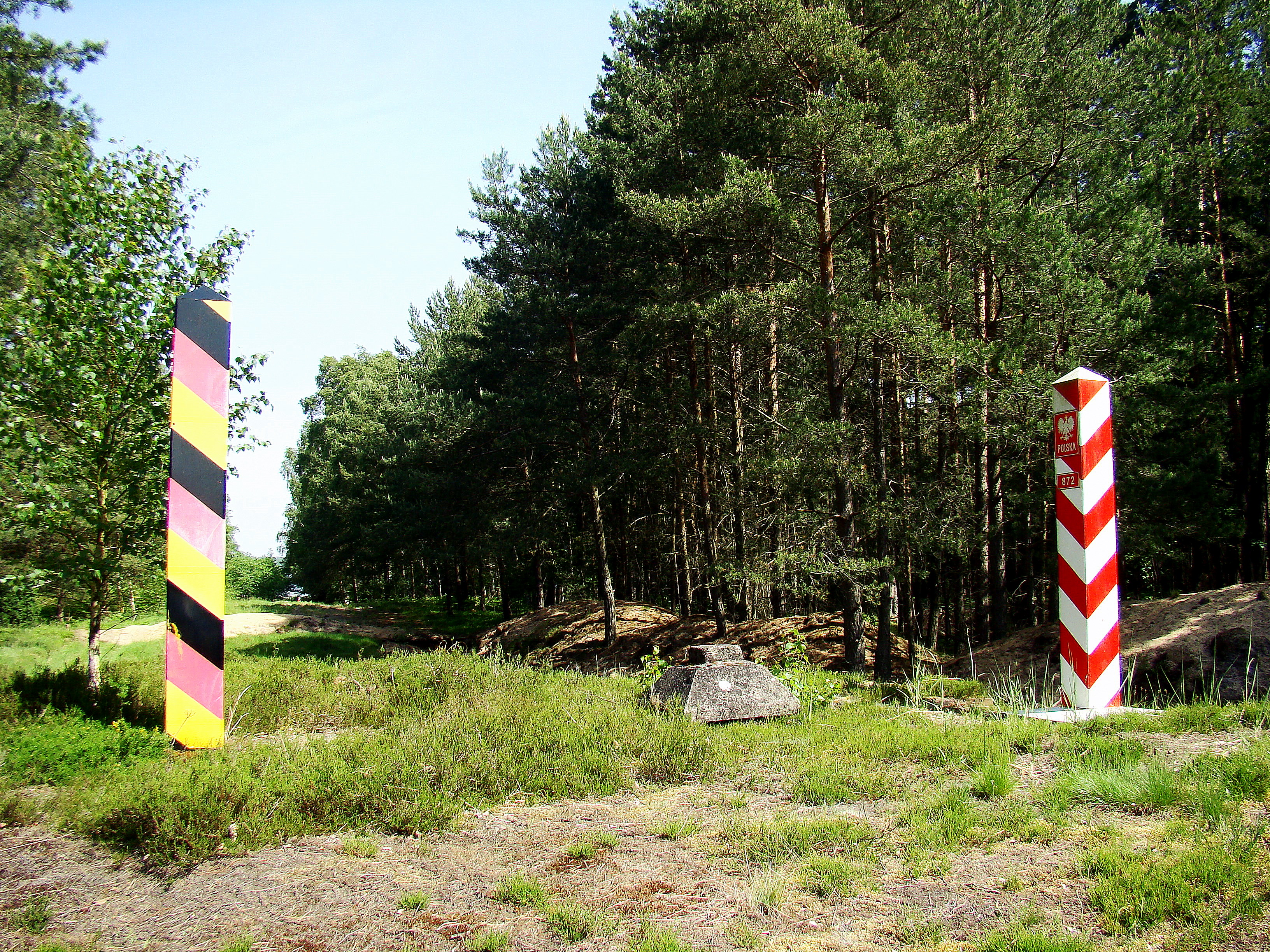
Granica polsko-niemiecka w okolicach Myśliborza Wielkiego (maj 2009)

Strażnica Wojsk Ochrony Pogranicza Myślibórz Wielki – zlikwidowany pododdział Wojsk Ochrony Pogranicza pełniący służbę graniczą na granicy z Niemiecką Republiką Demokratyczną

## Formowanie i zmiany organizacyjne

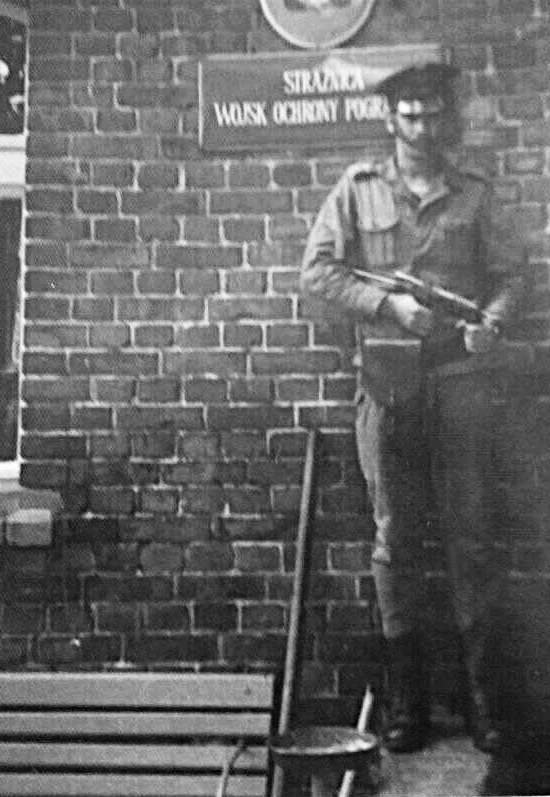
Żołnierz Strażnicy WOP Karszno z PM-63 RAK, pełniący służbę na placówce WOP Myślibórz Wielki (lipiec 1984)

Strażnica została sformowana w 1945 w strukturze 14 komendy odcinka jako 66 strażnica WOP (Myślibórz) o stanie 56 żołnierzy. Kierownictwo strażnicy stanowili: komendant strażnicy, zastępca komendanta do spraw polityczno-wychowawczych i zastępca do spraw zwiadu. Strażnica składała się z dwóch drużyn strzeleckich, drużyny fizylierów, drużyny łączności i gospodarczej. Etat przewidywał także instruktora do tresury psów służbowych oraz instruktora sanitarnego.
W związku z reorganizacją oddziałów WOP, 24 kwietnia 1948 67 strażnica OP Myślibórz Wielki? została włączona w struktury 44 batalionu Ochrony Pogranicza, a 1 stycznia 1951 124 batalionu WOP w Trzebieży.
Od 15 marca 1954 wprowadzono nową numerację strażnic, a 67 strażnica WOP  I kategorii otrzymała nr 66 w skali kraju.
W 1956 rozpoczęto numerowanie strażnic na poziomie brygady. Strażnica WOP Myślibórz Wielki I kategorii była 17 w 12 Brygadzie Wojsk Ochrony Pogranicza.
1 stycznia 1960 funkcjonowała jako 9 strażnica WOP Myślibórz Wielki III kategorii w strukturach 124 batalionu WOP w Policach. 124 batalion WOP Police został rozformowany w 1963. Strażnice rozformowanego batalionu włączono w struktury 123 batalionu WOP Szczecin w tym strażnicę WOP Myślibórz Wielki kategorii III .
1 stycznia 1964 strażnica WOP nr 5 Myślibórz Wielki miała status strażnicy lądowej I kategorii w strukturach 123 batalionu WOP Szczecin, który rozformowano w 1964, a podległe strażnice zostały włączone bezpośrednio pod sztab 12 Pomorskiej Brygady WOP w Szczecinie.
1 czerwca 1968 strażnica WOP nr 6 Myślibórz Wielki miała status strażnicy lądowej II kategorii podległej bezpośrednio pod sztab 12 Pomorskiej Brygady WOP w Szczecinie.
Po grudniu 1972 Strażnica WOP Myślibórz Wielki została rozwiązana, a ochraniany odcinek granicy państwowej przejęła Strażnica WOP Karszno. W obiekcie po rozformowanej strażnicy została utworzona Placówka WOP Myślibórz Wielki w której służbę pełnili żołnierze ze Strażnicy WOP Karszno.

## Ochrona granicy
W 1960 9 strażnica WOP Myślibórz Wielki III kategorii ochraniała odcinek granicy państwowej o długości 8300 m od znaku granicznego nr 867 do znaku gran. nr 882.

## Strażnice sąsiednie
- 65 strażnica WOP Rędziny ⇔ 67 strażnica WOP Alberchsdorf – 1946
- 66 strażnica OP strażnica Stolec (Stolzenburg)? ⇔ 67 strażnica OP Karszno? – 1949
- 65 strażnica WOP Dobieszczyn ⇔ 67 strażnica WOP Karszno – 03.1954
- 16 strażnica WOP Dobieszczyn kat. I ⇔ 18 strażnica WOP Karszno specjalna – 1956
- 10 strażnica WOP Dobieszczyn kat. I ⇔ 8 strażnica WOP Karszno kat. III – 01.01.1960
- 6 strażnica WOP Dobieszczyn lądowa kat. I ⇔ 4 strażnica WOP Karszno lądowa kat. III – 01.01.1964
- 7 strażnica WOP Dobieszczyn techniczna kat. II ⇔ 5 strażnica WOP Karszno lądowa kat. II – 01.06.1968.

## Komendanci/dowódcy strażnicy
- ppor. Czesław Milewski (był w 10.1946)[c].
- ppor. Władysław Strzałkowski (do 1952)
- ppor. Józef Ponichtera (od 1952)
- ppor. Józef Stępień (1953–15.03.1958)[17]
- por. Henryk Odrobina (15.04.1958–1962)[18]
- kpt. Witold Żelężyk (1963–12.1972).